# Hymenoepimecis neotropica
Hymenoepimecis neotropica là một loài tò vò trong họ Ichneumonidae.